# Провулок Гризодубової (Мелітополь)
Провулок Гризодубової — провулок у Мелітополі. Починається від вулиці Ломоносова, перетинається з вулицею Сопіна і закінчується на вулиці Осипенко.
Складається переважно із приватного сектора, північною стороною межує з багатоповерховою забудовою та гаражами. Покриття ґрунтове.

## Назва
Провулок названий на честь Валентини Гризодубової (1909—1993) — радянської льотчиці, учасниці Великої Вітчизняної війни, першої жінки, удостоєної звання Героя Радянського Союзу.
З північного боку паралельно провулку розташована однойменна вулиця.

## Історія
До 1952 провулок був безіменним. Потім, до 1966 року, входив до складу вулиці Гризодубової.
18 серпня 1966 року на засіданні міськвиконкому було ухвалено рішення про створення окремого провулка з такою самою назвою, як і сусідня вулиця.

## Галерея
|                             |                               |                                                                              |                        |
| таблички на перетині вулиць | початок від вулиці Ломоносова | вид з провулку на гаражі та багатоповерховий будинок (вул. Гризодубової, 42) | вид на вул. Ломоносова |